# Hammerberg (Neunburg vorm Wald)
Hammerberg ist ein Ortsteil der Stadt  Neunburg vorm Wald im Oberpfälzer Landkreis Schwandorf in Bayern.

## Geographie
Hammerberg liegt circa elf Kilometer westlich von Neunburg vorm Wald am Fuß des 513 m hohen Ramberges.

## Geschichte
Am 23. März 1913 war Hammerberg Teil der Pfarrei Kemnath bei Fuhrn, bestand aus sechs Häusern und zählte 34 Einwohner.
Am 31. Dezember 1990 hatte Hammerberg 20 Einwohner und gehörte zur Pfarrei Kemnath bei Fuhrn.

## Kultur und Sehenswürdigkeiten
Auf dem Ramberg in der Nähe von Hammerberg befinden sich Reste einer mittelalterlichen Graben- und Wallanlage, der Burgstall Ramberg.